# Janusz Nagórny
Janusz (Jan) Kazimierz Nagórny (ur. 1 stycznia 1950 w Korczowie (obecnie Uhnów), zm. 17 października 2006 w Lublinie) – profesor nauk teologicznych, specjalista w zakresie teologii moralnej, katolicki prezbiter.

## Życiorys
Edukację na poziomie szkoły podstawowej otrzymał w Rzeczycy, Łubczu i Tomaszowie Lubelskim. Od 1963 uczęszczał do Liceum Ogólnokształcącego w Tomaszowie Lubelskim. W 1967 wstąpiwszy do Wyższego Seminarium Duchownego w Lublinie, stał się jednocześnie studentem Katolickiego Uniwersytetu Lubelskiego. 12 czerwca 1973 ukończył studia i przyjął święcenia kapłańskie. Do 1976 był wikariuszem w kolegiacie św. Tomasza w Zamościu. 
Doktoryzował się na podstawie rozprawy Próba ustalenia zasadniczej problematyki moralnej, wydanej w Lublinie w 1980. Od 1979 został zatrudniony na KUL. W 1989 habilitował się, przedstawiając pracę Teologiczna interpretacja moralności Nowego Przymierza (Lublin 1989). W 1998 uzyskał tytuł naukowy profesora.
W 1992 został dyrektorem Instytutu Teologii Moralnej KUL. W latach 1990–2004 kierował katedrą Teologii Moralnej Szczegółowej. 1 października 2004 został kierownikiem Katedry Teologii Moralnej Ogólnej. W latach 1996–2006 był przewodniczącym Sekcji Polskich Teologów Moralistów. Od 2003 do 2006 członek Centralnej Komisji ds. Stopni Tytułów. Członek Państwowej Komisji Akredytacyjnej pierwszej kadencji (2002-2004).
Był związany ze środowiskiem Radia Maryja. Był stałym felietonistą Telewizji Trwam i "Naszego Dziennika".

## Wybrane publikacje
- Ekologia. Przesłanie moralne Kościoła
- Geny - wolność zapisana? Meandry współczesnej genetyki. Przesłanie moralne Kościoła
- Płciowość ludzka w kontekście miłości. Przesłanie moralne Kościoła
- Posłannictwo chrześcijan w świecie. Tom I: Świat i wspólnota
- Teologia moralna u kresu II tysiąclecia. Materiały z sympozjum KUL, 1-2 grudnia 1997 r.
- Wojna sprawiedliwa? Przesłanie moralne Kościoła
- Bądźmy ludem życia
- Odpowiedzialni za przyszłość

W pierwszą rocznicę śmierci ukazała się książka wywiad Polska moralność społeczna. Z ks. prof. Januszem Nagórnym rozmawiają ks. Robert Nęcek  ks. Piotr Gąsior.

## Odznaczenia
W 2004, za wybitne zasługi w pracy naukowej, dydaktycznej i organizacyjnej, został odznaczony przez prezydenta Aleksandra Kwaśniewskiego Krzyżem Kawalerskim Orderu Odrodzenia Polski. 
19 października 2008, za wybitne zasługi w pracy naukowo-dydaktycznej, za działalność organizacyjną i społeczną, został także odznaczony pośmiertnie przez prezydenta RP Lecha Kaczyńskiego Krzyżem Oficerskim tego orderu.